# Kloster ob der Schutter (Ingolstadt)

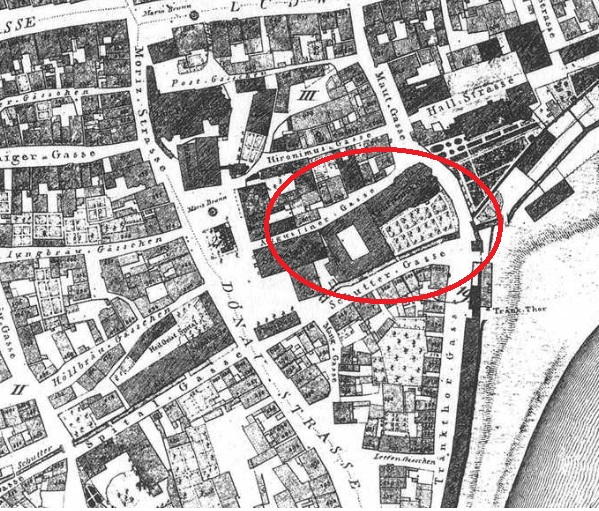
Kloster ob der Schutter, Quadrat der Konventsgebäude und nordöstlich angebaute spätbarocke Klosterkirche, Stadtplan von 1816

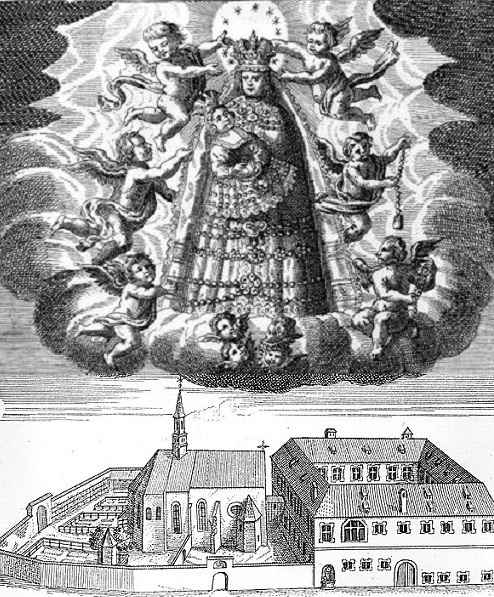
Klosterpatronin und Kloster mit der alten, südöstlich gelegenen Marienkirche, Stich aus dem 17. Jahrhundert

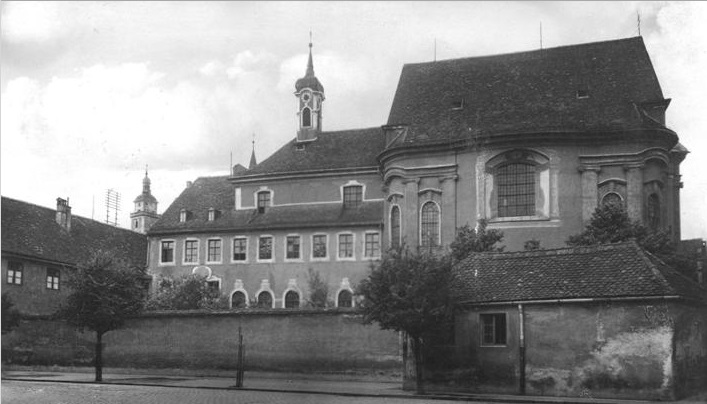
Klosterkirche von Süden, links anschließend die Konventsgebäude, im Hintergrund der Turm von St. Moritz, Foto um 1930

Das Kloster ob der Schutter war ein Kloster der Augustinereremiten (seit 1827 der Franziskaner) in Ingolstadt in der Diözese Eichstätt. Die 1736 bis 1740 neu erbaute Klosterkirche zu Unserer Lieben Frau ob der Schutter zählte zu den bedeutendsten Werken Johann Michael Fischers. Nach schweren Bombenschäden im Zweiten Weltkrieg und einer mehrere Jahre andauernden Kontroverse um die Erhaltung der Kirche wurde der gesamte Komplex 1950 abgeräumt.

## Lage
Das Augustinerkloster lag am südöstlichen Rand der Ingolstädter Altstadt in der Nähe des Tränktors der Stadtmauer. Die Anlage, bestehend aus der Kirche, einem vierflügeligen Konventbau und einem Garten umfasste einen kompletten Häuserblock zwischen der Augustinergasse im Norden, der Mautstraße im Osten und der Schutterstraße im Süden. Das namensgebende Flüsschen Schutter war hier entlang der Klostermauer noch bis ins 20. Jahrhundert hinein obertägig erhalten. Unmittelbar im Westen schloss sich die Randbebauung des heutigen Rathausplatzes mit dem ehemaligen Salzstadel an.
Heute erstreckt sich auf dem Areal, das nach dem Krieg bis auf einige wenige fest installierte Marktbuden und Kioske unbebaut blieb, der so genannte Viktualienmarkt. Durch die Errichtung des Neuen Rathauses und der angrenzenden Sparkasse wurde die Straßenführung nach 1945 geändert, so dass die frühere Augustinergasse heute vollständig verschwunden ist.

## Geschichte

### Marienkirche und Kaplanei im ehemaligen Judenviertel
Als ältester Teil der Anlage gilt die Kirche, die bereits lange vor der Gründung des Klosters existierte. Sie wurde bereits 1397 anstelle der abgebrochenen Synagoge inmitten des ehemaligen Judenviertels, das seit der Judenverfolgung von 1384 entvölkert war, aus einer Stiftung Herzog Stephans des Kneißel erbaut. Die Anlage bestand aus einer einschiffigen Kirche, einem Benefiziatenhaus und einem kleinen ummauerten Friedhof, der aber erst seit 1603 in den Quellen auftaucht.

### Übernahme durch die Augustiner und Entstehung der Marienwallfahrt
Die Gründung erfolgte 1606 durch Herzog Maximilian von Bayern, der Bischof von Eichstätt übertrug die Kirche dem Augustinerpater Augustin Fuess. Die Augustinereremiten wurden vorläufig im Benefiziatenhaus untergebracht. 1665 errichtete man einen neuen Wohntrakt, der der Ordensregel entsprechend sehr schlicht gehalten war. Die Erhebung des Klosters zum ordentlichen Konvent erfolgte allerdings erst 1685 durch Unterstützung des bayerischen Kurfürsten Max Emmanuel und gegen den Willen des Eichstätter Domkapitels, das seinen Einfluss in Ingolstadt gefährdet sah.
In diese Zeit dürfte auch die Entstehung der Wallfahrt zur so genannten Schuttermutter, einer spätgotischen Madonnenstatue aus der Zeit um 1410/20, fallen. Um die neue Wallfahrt zu fördern und so die Einnahmen durch den Ablass zu erhöhen, streuten die Augustiner-Eremiten eine frei erfundene Legende, wonach besagte Madonna im späten 14. Jahrhundert durch die örtlichen Juden geschändet worden sei. Nachdem man der Figur den Kopf abgeschlagen und die Teile in die Donau geworfen habe, sei die Statue auf wundersame Weise am Ufer der Schutter angespült worden. Die vorhandene Nahtstelle am Hals der Maria dürfte aber eher von einer Umarbeitung im 17. Jahrhundert herrühren, als die Figur auf den nördlichen Seitenaltar der Augustinerkirche gelangte.

### Säkularisation und Wiederbelebung
Das Kloster der Augustinereremiten an der Stelle des heutigen Viktualienmarkts wurde 1802 im Zuge der Säkularisation aufgelöst. Die Augustiner mussten das Kloster verlassen. Das Gebäude wurde Franziskanern als Aussterbekloster zugewiesen. 1827 wurde jedoch der Fortbestand des Franziskanerklosters gesichert.

## Klosterkirche

### Barocker Neubau
1736 bis 1740 wurde eine neue Wallfahrts- und Klosterkirche durch Johann Michael Fischer errichtet.

### Zerstörung
Bei einem schweren Luftangriff am 9. April 1945 wurden weite Bereiche der Altstadt im Süden und Osten des Rathausplatzes stark zerstört (siehe dazu den Artikel Luftangriffe auf Ingolstadt). Die Augustinerkirche erlitt einen Volltreffer durch eine Sprengbombe, die Gewölbe und Dachstuhl durchschlug. Durch die Explosion wurden die Klostergebäude mitsamt dem Chor der Kirche vollständig vernichtet, die Mittelachse der nördlichen Längsfassade des Langhauses und die Gewölbe stürzten ein. In der Gruft, die als Luftschutzkeller genutzt wurde, kamen 73 Menschen ums Leben.
Nach dem Abbruch der Ruine zogen die Franziskaner in ihr ursprüngliches Klostergebäude an der Schrannenstraße um.